# Сунданці
Сунда́нці (су́нди, пріянгани, самоназва уранг-сунда, сунд. ᮅᮛᮀ ᮞᮥᮔ᮪ᮓ, трансліт. Urang Sunda) — австронезійський народ в Індонезії, другий за чисельністю в країні й одна з трьох основних етнічних груп острова Ява.
Сунданці нараховують понад 30 млн осіб і є великим народом не лише в масштабах Індонезії, а й усього світу. Разом із тим вони лишаються маловідомим етносом, їх навіть часто плутають із співзвучними за назвою суданцями з Африки.
Культура сунданців склалася на основі давніх місцевих традицій під сильним впливом ісламу, до цього додалися елементи загальної індонезійської національної культури та іноземні культурні впливи. За культурою вони близькі до своїх східних сусідів яванців, від яких відрізняються мовою, більшою прихильністю до ісламу й менш формальними стосунками між людьми.
Поруч із сунданцями живе кілька інших народів, з якими їх пов'язують спільні елементи історії та культури: бантенці, чиребонці, бадуї. Бадуїв часто розглядають як субетнічну групу сунданців.
Дивіться детальніше: Бадуї

## Територія проживання і чисельність
Переважна більшість сунданців проживає на острові Ява, головним чином в її гористій західній частині. Вони становлять більшість населення провінції Західна Ява. Крім того, сунданські анклави існують в районах Бребес, Пурвокерто, Чилачап (Центральна Ява), в Джакарті, а також у провінції Лампунг та в районах зосередження трансмігрантів.
Батьківщину сунданців називають Татарсунда (Tatar Sunda) або Танапасундан (Tanah Pasundan). На сході вона сягає річки Памалі (індонез. Sungai Pemali, Ci Pamali, Sungai Pamali, Kali Brebes), далі лежить яванський етнічний масив. На заході сунданці межують із спорідненими їм бантенцями (провінція Бантен), яких часто називають західними сунданцями і включають до складу сунданського етносу. Північне узбережжя Західної Яви рівнинне, південне — горбисте, центральний гірський район визначається декількома великими вулканами. Клімат тут тропічний, дощі йдуть у середньому 125 днів на рік, що робить провінцію надзвичайно сприятливим для землеробства районом. Західна Ява має високу щільність населення.
Чисельність сунданців за даними перепису населення Індонезії 2010 року становила 36 701 670 осіб (15,5 % населення країни, 2 місце після яванців), доля міських жителів 60,58 %, сільських 39,42 %. Розподіл сунданців за провінціями: Західна Ява 30 889 910 осіб (71,87 % громадян Індонезії в провінції), Бантен 2 402 236 осіб (22,66 %), Джакарта 1 395 025 осіб (14,61 %), Лампунг 728 684 особи (9,61 %), Центральна Ява 451 271 особа (1,40 %), Південна Суматра 162 877 осіб (2,19 %), Джамбі 79 203 особи (2,58 %), Ріау 77 932 особи (1,41 %), Східний Калімантан 55 631 особа (1,57 %), Бенгкулу 52 517 осіб (3,07 %), Західний Калімантан 49 503 особи (1,13 %), Острови Ріау 49 419 осіб (2,96 %), Східна Ява 46 233 особи (0,12 %), Північна Суматра 35 500 осіб (0,27 %).
Чисельність сунданців (сундів) за даними перепису населення 2000 року становила 30,9 млн осіб.

## Антропологія, мова

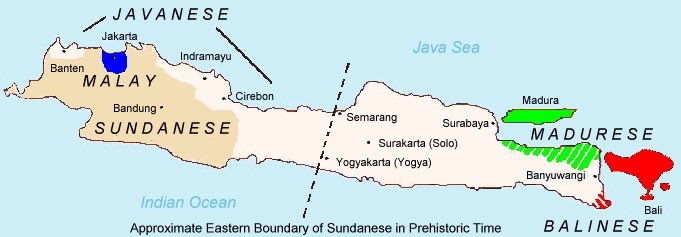
Мапа поширення сунданської та інших мов острова Ява.

Антропологічно сунданці належать до південних монголоїдів.
Як і інші індонезійці, більшість сунданців двомовна. Вони говорять рідною сунданською мовою, а також індонезійською, національною мовою Індонезії. Сунданською користується більшість населення Західної Яви, виняток становлять лише північні райони Чиребона та Індрамаю, де використовується суміш сунданської та яванської мов.
Сунданська мова переважає в спілкуванні в сімейному колі або з друзями, в публічній сфері використовується індонезійська. Рідна мова продовжує активно функціювати в повсякденному житті народу. У громадських місцях, коли люди знають один одного й знають, що вони володіють сунданською, зазвичай спілкуються рідною мовою. На селі сунданська широко використовується й на офіційному рівні. Сунданська мова викладається в школах Західної Яви, вона є основною мовою навчання в початковій школі та перших трьох класах середньої школи. Сунданська також широко вживається в місцевих засобах масової інформації, радіопередачах, у релігійних проповідях, при проведенні церемоній та культурних заходів.
Сунданська мова класифікується лінгвістами як західнозондська австронезійської мовної сім'ї. Вона має 42 % спільних кореневих слів зі списку Сводеша із малайською мовою, 38 % — із сасацькою, 34 % — із ачеською, 29 % — з мовою гайо, 28 % — із тагальською, 27 % — з каро-батацькою, 12 % — з ментавайською.
Сунданською говорять також бантенці та бадуї. Сунданська мова поділяється на бантенський та пріянганський (власне сунданський) варіанти. Перший поширений серед бантенців у провінції Бантен, другий — у Західній Яві. Існують різні регіональні діалекти з центрами в Бантені, Чиребоні, Пурвакарті, Чіанджурі, Сумеданзі, Бандунзі, Чіамісі. Вони відрізняються лексикою, інтонацією, стилями мовлення.
Цікавою особливістю сунданської мови є те, що під час розмови люди обов'язково враховують соціальний статус співбесідника та рівень близькості між ними. Таким чином, слова, які вживаються при звертанні до батьків і старших, відрізняються від тих, що використовуються під час розмови з молодшими братами й сестрами та дітьми. Існує також різниця у вживанні дієслів. Наприклад, люди використовують кілька слів для дієслова «їсти» залежно від того, хто їсть.
Характерною особливістю сунданської мови є існування декількох рівнів ввічливості (Undak-Usuk Basa). Кожен рівень відповідає певному соціальному статусу людини. У минулому розрізняли 6 рівнів: вишукану (дуже тонку: Bahasa Luhurlemes Pisan), ввічливу (тонку, м'яку: Bahasa Lemes), середню (Bahasa Sedang), просту (Bahasa Kasar), грубу (Bahasa Cohag) та дуже грубу (Bahasa Cohag Pisan) мову. Вважається, що ці рівні виникли під впливом індуїзму й прийшли з яванської держави Матарам. Тепер у повсякденному житті використовуються лише два рівні, іноді три, але деякі літні люди використовують їх чотири. Найбільш чистою й вишуканою вважається сунданська мова Пріянгана, м'яка мова (Bahasa Lemes) побутує в округах Чіаміс, Тасікмалая, Ґарут, Бандунг, Сумеданг, Сукабімі та Чіанджур; мова останнього вважається найвишуканішою сунданською мовою. Сунданська середнього рівня (Bahasa Sedang) побутує на північному узбережжі — в Бантені, а також в округах Західної Яви Богор, Караванг і Чиребон.
Сунданська мова має власне письмо, яке існувало в XIV—XVIII століттях. Зараз використовується переважно латиниця, але 2003 року уряд Західної Яви офіційно підтримав використання в повсякденному житті відродженого сунданського письма. Це розглядається як один із напрямків відродження традиційної сунданської культури.

## Релігія

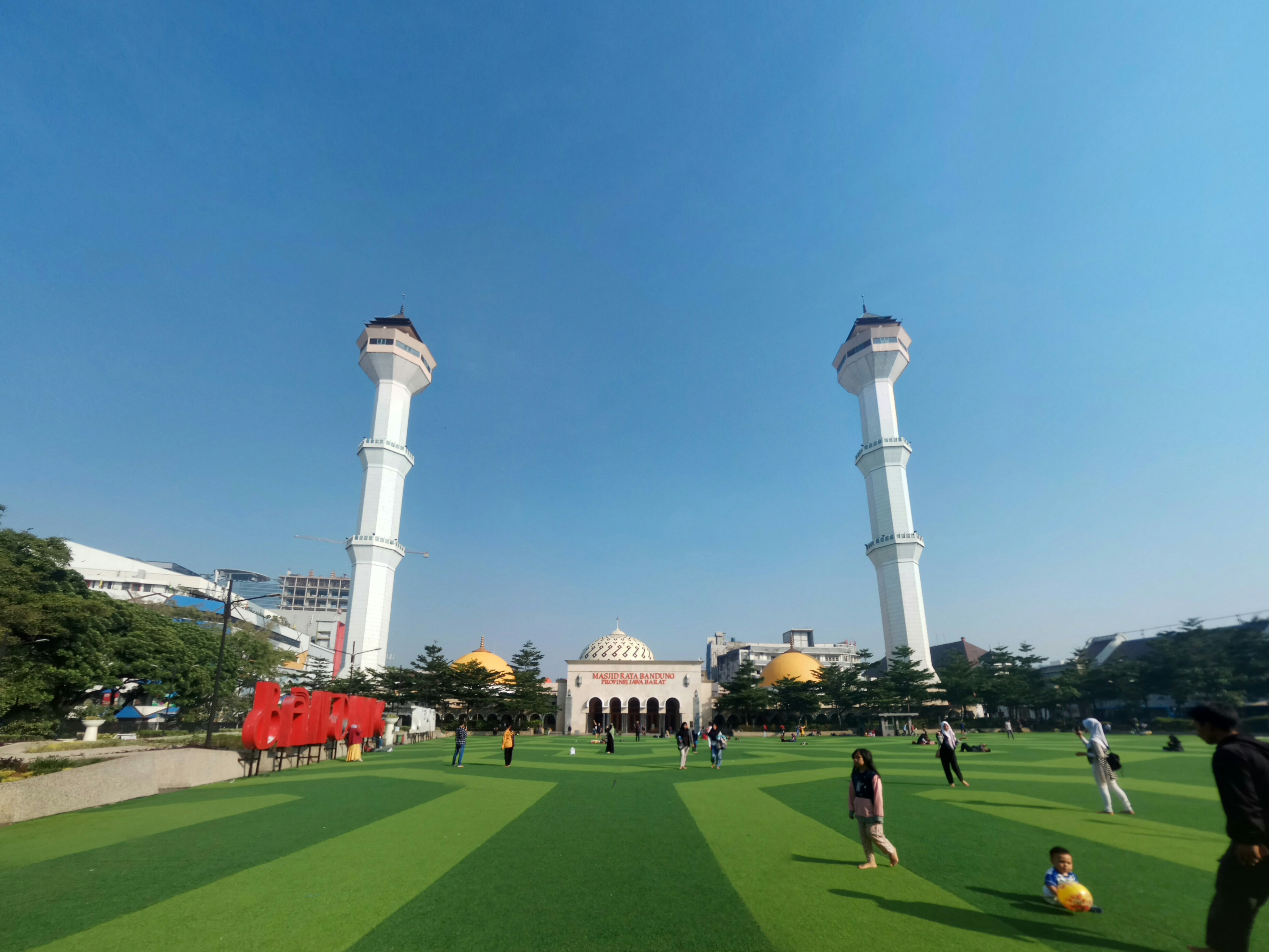
Велика мечеть у місті Бандунг.

Переважна більшість сунданців є мусульманами-сунітами. Є серед них також окремі групи католиків та протестантів, всього близько 15 тис. християн.
Сунданська прихильність до ісламу є сильнішою, ніж у яванців. Багато людей моляться п'ять разів на день, в певний момент свого життя здійснюють паломництво до Мекки, постять у священний місяць Рамадан. У містах у кожному районі є мечеть, щодня через гучномовці лунають заклики до молитви. Дати народження та смерті людини офіційно реєструються в мечеті.
Разом із тим сунданська релігія є синкретичною, іслам запозичив багато місцевих доісламських вірувань і звичаїв. Вже на початку ісламізації було визнано, що звичаї, які приносять користь суспільству, повинні бути збережені. Багато доісламських традицій і вірувань змінилися під впливом ісламу. Язичницькі духи та індуїстські божества отримали мусульманську ідентичність та значення. Наприклад, церемоніальні відвідування могил предків та ритуальне очищення зброї були включені до заходів під час проведення ісламських свят, таких як, наприклад, Мавлід. Традиційний світогляд домінує в сунданських церемоніях життєвого циклу. Сунданці продовжують здійснювати багато неісламських ритуалів, пов'язаних з етапами вирощуванням рису. Люди роблять приношення духам предків (керугун), і, перш ніж розпочати виконання важливих справ, завжди просять у них на це благословення.
Багато сунданців досі вірять у магічну силу шаманів і відьом. Шамани, місцеві спеціалісти з магії, які тут звуться дукунами, продовжують свою практику. «Контактуючи» з надприродними силами, вони допомагають людям в їхніх духовних потребах. Від колиски до могили кілька важливих рішень не приймаються без консультації з дукуном. У сунданців існує безліч табу, подібних до табу бадуїв, які стосуються всіх важливих аспектів життєвого циклу. Більшість людей носять амулети й тримають їх у себе в хаті. Деякі навіть практикують магічні заклинання незалежно від дукунів. Більша частина цих практик знаходиться за межами ісламу й є в опозиції до ісламу. Але всі ці люди вважаються мусульманами.
Серед сунданців були прибічники ісламської секти Ахмадія, яку багато мусульман-сунітів вважають єретичною. Індонезійський уряд відмовився визнати Ахмадію офіційною релігією, й послідовники цієї секти ставали жертвами насильства в останні роки. 2007 року екстремісти-суніти спалили ряд мечетей та хат прибічників Ахмадії в селі Маніслор (Manis Lor) у Західній Яві, де вони жили поколіннями. 2008 року Ахмадія була заборонена в Індонезії.

## Історія
Археологи виявили на території Західної Яви кілька важливих знахідок, які датуються добою неоліту та заліза, але найдавніша історія сунданців залишається загадкою навіть для місцевих жителів. Сунданці не мають легенди про походження власного народу. Поява носіїв малайсько-полінезійських мов на території сучасної Індонезії датується 2500—2000 роками до Р. Х. Серед однієї з хвиль цих мігрантів можливо були й предки сунданців.

Територія держави Сунда (Паджаджаран) позначена яскравішим кольором.

Індуїстський період в історії Західної Яви був відзначений утворенням держави Таруманагара (Тарума). Вона виникла в V ст. й занепала в VII ст. Таруманагара була досить важливим торговим центром на архіпелазі. Приблизно в 413 році Китай відправив до неї свого посла. Згодом виникло кілька інших сунданських держав, але всі вони перебували на периферії політичної історії Яви. Найвідомішим серед них було царство Паджаджаран (1333—1579, інша назва — царство Сунда) зі столицею неподалік сучасного Богора. Паджаджаран іноді сплачував данину Маджапагіту, найбільшій і найуспішнішій тогочасній державі на острові Ява, але врешті пережив свого могутнішого сусіда більш ніж на три чверті століття.
У XV ст. на Яві почав поширюватись іслам, спочатку в головних портових містах острова. 1479 року від царства Сунда відколовся мусульманський Чиребон, за ним пішов Чиманук (Індрамаю). Найсильнішою ранньою мусульманською державою Яви став султанат Демак. Він встановив контроль над Маджапагітом і до 1540 року досяг піку своєї могутності, підкоривши майже всю Яву. 1526 року війська Чиребона захопили Бантен, заснувавши на північному заході Західної Яви ще одну мусульманську державу. Після тривалої боротьби зі спільними силами Бантена, Чиребона та Демака Паджаджаран припинив своє існування в 1579 році. Після цього сунданці були навернені на іслам, а нова релігія стала для них одним із найважливіших культурних чинників, ядром їхньої ідентичності. Невдовзі яванська держава Матарам отримала контроль над Західною Явою, але скоро й сама опинилася в повній залежності від голландських колонізаторів.
Голландці запровадили в Західній Яві плантаційне господарство, сунданські землі стали важливим постачальником на світовий ринок прянощів, кави, хініну, каучуку та чаю. Постійно зростала площа сільськогосподарських земель, виникали нові села.
У ХХ столітті сунданці включилися в боротьбу за незалежну індонезійську державу, яка була створена 17 серпня 1945 року. Спроби окремих сунданських груп у співпраці з голландцями або ісламськими повстанцями досягти створення на території Західної Яви самоврядного державного утворення були придушені центральним урядом Індонезії, й до кінця 1950-х років сунданські землі були повністю інтегровані до складу Індонезії в статусі провінції Західна Ява. Починаючи з колоніальних часів, але більше вже за незалежної Індонезії, багато сунданців розселилося далеко за межі своєї традиційної батьківщини, й тепер міцні сунданські громади існують у багатьох куточках індонезійського архіпелагу. Історично етнічні сунданці не відігравали помітної ролі в національних справах Індонезії, вони завжди лишалися в тіні яванців.

## Господарство

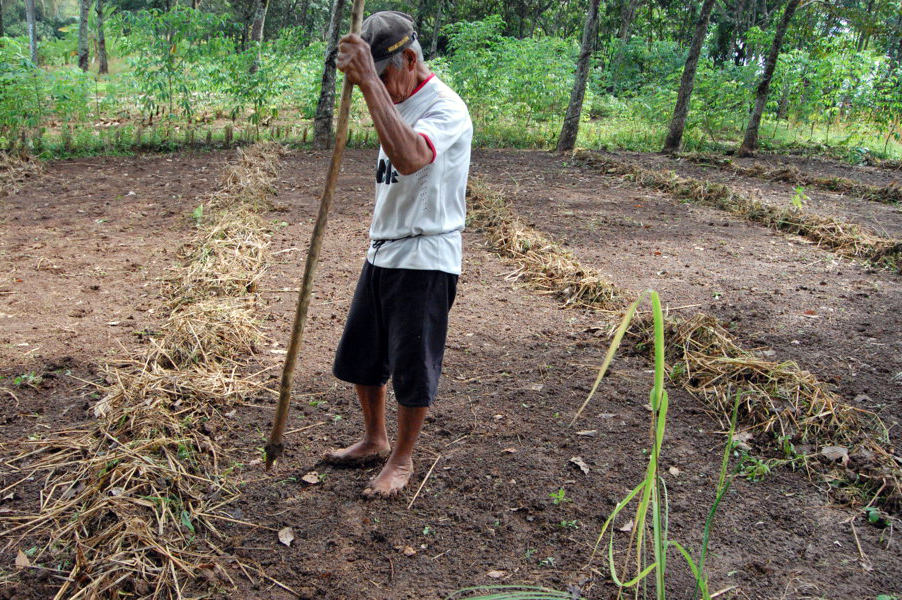
Сунданський землероб.

Основне заняття сунданців — землеробство на зрошуваних, зазвичай терасових, і богарних полях. Основна культура — рис. Вирощують також кукурудзу, маніок, ямс, арахіс, сою, квасолю, перець чилі, різні овочі, тютюн. У XX столітті було запроваджене вирощування плантаційних культур (чай, кава, какао, каучук тощо). Місцевий клімат дозволяє збирати 3 врожаї рису на рік. У гірських районах на присадибних ділянках та на богарних полях саджають овочі, культивують різні експортні культури: чай, каучук, хінне дерево, цукрову тростину, олійну пальму.
Поливні поля традиційно орали плугом (запрягали буйволів), суходільні поля оброблялися мотикою. Традиційні методи землеробства передавалися з покоління в покоління. Вони мали сакральний характер і були адаптовані до місцевої системи вірувань. Щоб отримати максимальні врожаї, люди проводили спеціальні церемонії, просили благословення у предків, надприродних сил і Бога. Кожен етап вирощування та збирання рису супроводжувався спеціальним ритуалом. Залишки цих традицій зберігаються й у наші дні. Тепер селяни Західної Яви почали пристосовуватися до нових знань і технологій, зокрема стали застосовувати мінеральні добрива, насінневий матеріал та сільськогосподарське обладнання.
Також сунди займаються тваринництвом. Розводять буйволів, яких використовують як транспортний засіб та для оранки. Тримають дрібну рогату худобу, птицю.
В прибережних районах багато людей займається рибальством. Доволі поширеним і прибутковим є рибництво в прісноводних ставках-балонгах. Західна Ява є найбільшим виробником прісноводної риби в Індонезії, 30 % її виробляють в окрузі Тасікмалая.

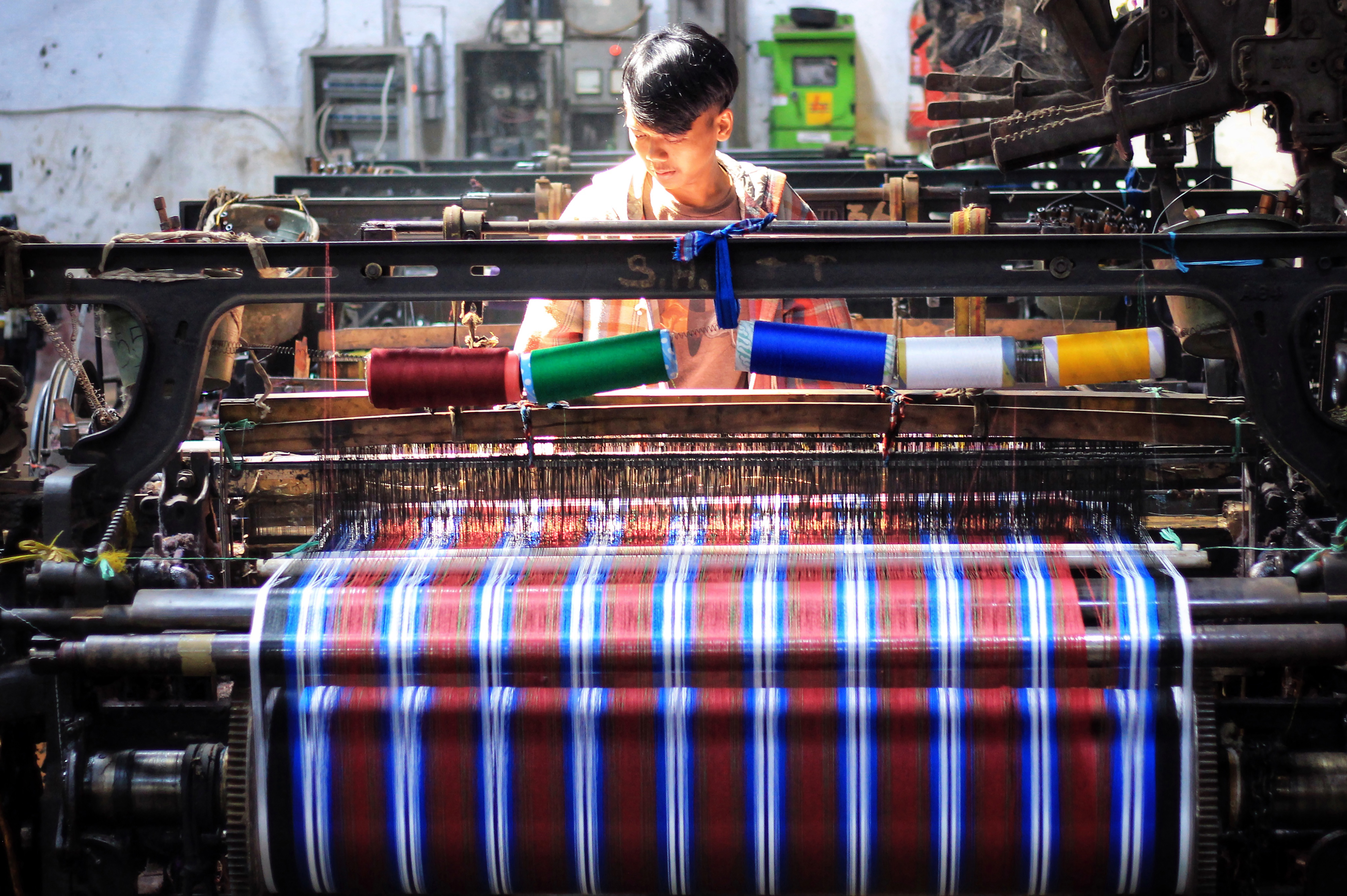
Майстерня з виробництва традиційних сунданських тканин.

У сунданців розвинуті також ремесла. Після збирання врожаю люди використовують свій вільний час для занять різними ремеслами, виготовляють цеглу, плитку, кераміку, займаються ткацтвом, плетінням тощо. До традиційних ремесел належить виробництво тканин червоно-синіх кольорів, плетіння (зокрема капелюхів, які йдуть на експорт), ковальство, ювелірне ремесло. Як і їхні сусіди яванці, сунди відомі мистецтвом виготовлення батику. Для створення візерунків на тканині використовується техніка бджолиного воску. В старі часи віск наносили вручну, а тоді замочували полотно в розчині барвнику. Виготовлення саронгу в такий спосіб тривало до шести місяців. У середині XIX ст. була впроваджена промислова техніка тиснення тканини воском. Це дозволило розпочати масове виробництво, і сьогодні сунданський батик можна знайти в багатьох американських та європейських магазинах.
Більшість земельних ділянок на селі малі, щоб утримувати своїх власників. Тому багато селян займається торгівлею, ремеслами або працює наймитами на фермах заможних сусідів. Деякі селяни їдуть до міста, наприклад у Джакарту або Бандунг, щоб спробувати щастя на різних тимчасових роботах. У теперішній час багато сундів зайняті в промисловості. На території Західної Яви діють підприємства з виробництва кросівок, телевізорів, одягу, меблів тощо.
Розвиток освіти дозволяє багатьом сунданцям працювати державними службовцями, освітянами, керівниками, гуртовими торговцями, підприємцями тощо.
Безробіття в Західній Яві не є такою великою проблемою, як неповна зайнятість. Більшість людей мають певний спосіб отримання доходів. Молодь часто йде працювати на промислові підприємства на дуже низьку зарплату. Проте багато робочих місць заповнюють мігранти з Центральної Яви, які більш охочі працювати по багато годин і без відпусток, ніж сунданці, орієнтовані на свою сім'ю.

## Суспільство
Сільською громадою в Західній Яві керує лура — сільський голова або староста. До його обов'язків належить координація сільськогосподарських робіт та вирішення інших питань, що стосуються всієї громади. В своїй діяльності він спирається на допомогу інших чиновників сільського рівня. Сучасна структура сунданського місцевого самоврядування пристосована до загальнонаціональної системи управління Індонезії.
У сунданському суспільстві продовжує існувати система соціальної стратифікації, яка базується на походженні людини. Сунданська шляхта (менак) складається переважно з нащадків колишніх державних службовців часів голландської колоніальної доби; зазвичай вони носять титул раден. Більшість населення належить до категорії чача або сома (простолюдини). Шановану групу населення становлять священнослужителі. Існує також розшарування суспільства за статками. Земля сконцентрована в руках сільських старост та заможних сунданців, більша частина селян — наймити. Заможних людей, які володіють величезними земельними ділянками, називають нубогатана (землевласники), а тих, хто не має землі, — нугагарап (землероби).
За старою сунданською традицією, кількість сімей в селі мала бути постійною. Якщо хтось із дітей одружувався, через 15 днів він повинен був покинути село. Коли помирав голова сім'ї, хата переходила чоловікові його одруженої дочки. Тепер ця традиція відійшла в минуле.
Найменшою й у багатьох випадках найважливішою одиницею сунданського суспільства є нуклеарна сім'я (кулаварга), яка складається з батька, матері та їхніх неодружених дітей. Члени нуклеарної сім'ї зазвичай живуть у власній хаті й разом ведуть домашнє господарство. Час від часу до них долучаються інші близькі родичі, наприклад, дідусь та бабуся. Рішення в нуклеарній сім'ї зазвичай приймають батьки. Кожен повинен поважати старших, а старші мають власним прикладом навчати молодих.
Крім сільських територіальних громад, сунданці об'єднуються в широкі родинні групи, утворені як за батьківською, так і за материнською лінією. В принципі кожна людина визнає себе членом такої розширеної сім'ї, яка зветься ґолонган. Вона включає родичів у межах семи поколінь. Терміни спорідненість для чоловіків та жінок нічим не відрізняються, вони більше орієнтовані на відмінності між поколіннями та за віком; для кожного з поколінь існують свої терміни. Єдність у розширеній сім'ї підтримується проведенням спільних ритуалів, зокрема пов'язаних із фазами життєвого циклу.
Стосунки із близькими родичами є дуже важливими в повсякденному житті. Вони передбачають певні взаємні обов'язки. Наприклад, весілля — це справа не лише батьків молодих, а й їхніх тіток, дядьків, дідусів, бабусь та всіх інших близьких родичів з обох сторін. Люди дуже прив'язані до рідного села. Коли селяни їдуть в місто (наприклад, Джакарту) на заробітки, вони роблять це родинними групами. Так само намагаються разом і працювати там. По черзі заробітчани повертаються в село, щоб передати зароблені гроші своїм сім'ям. Члени сунданських громад у містах часто проводять церемонії, в ході яких звертаються до спадщини своїх предків. Таким чином вони підтримують свою етнічну ідентичність, якою пишаються, серед великої й багатонаціональної міської громади.
У верхніх шарах сунданського суспільства існує також система бандоройот. Це група нащадків одного далекого предка. Серед членів бандоройот є усвідомлення єдності як групи, яке посилюється декількома звичаями, пов'язаними з церемоніями шанування предків. Цих церемоній суворо дотримуються. Шляхта цікавиться своїм родоводом з метою встановлення спорідненості зі стародавніми сунданськими правителями. Натомість селяни в повсякденному житті рідко визнають споріднені зв'язки, віддалені більш ніж на два покоління за походженням або на один рівень за лінією подружжя.
Часто мешканці села вважаються нащадками одного спільного предка. Шлюб між односельцями є найочікуванішим. Цей ендогамний на рівні села шлюб називається гулангкеп. Шлюби між родичами не заборонені, за виключенням рідних та двоюрідних братів і сестер. Шлюб між родичами зберігає родовід, виховує почуття гордості за належність до однієї великої родини, а ще зберігає майно в руках родичів.
У минулому шлюби влаштовувалися батьками й передбачали традиційний дев'ятирівневий ритуал. Сьогодні такі складні процедури стали рідкісним явищем. Зазвичай молоді люди тепер самі вибирають подружжя, але мають погодити свій вибір із батьками. Якщо батькам дівчини не подобається претендент на руку їхньої дочки, вони намагаються перешкоджати бачитись молодим людям, сподіваючись, що дівчина знайде собі іншого хлопця. Бажано, щоб партнер походив з одного оточення й був нащадком спільного предка. Вкладання шлюбу передбачає багато обов'язкових ритуалів, що починаються з прохання руки молодої й закінчуються весіллям. Дотримання цих церемоній має забезпечити гармонію, довголіття та щастя для нової родини. Офіційно шлюб оголошує наїб (мусульманський релігійний чиновник).
Шлюб зазвичай матрилокальний, тобто молодята після весілля живуть із сім'єю дружини. Після того, як батьки або саме молоде подружжя збудує власну хату, вони живуть окремо. Проте, незалежно від місця проживання, зобов'язання молодої сім'ї перед батьками, рідними та родичами з обох сторін залишаються однаковими.
На селі багато молодих шлюбів. Батьки соромляться, коли їхня дочка довго не одружується, вони бояться, що її називатимуть самотньою незайманою, старою дівою тощо. Це сором не лише для дівчини, а й для її рідних. Шлюб в молодому віці часто призводить до розлучень. Але жінки краще почуваються розлученими, ніж неодруженими або одруженими відносно у віці.
Полігінія є прийнятним явищем, але зустрічається рідко. Чоловіки стверджують, що перепоною до цього є значні витрати та спротив першої дружини.
Сунданська практика йменування надзвичайно різноманітна. Деякі люди мають лише ім'я, інші мають ім'я та прізвище. Жінки за законом не змінюють свого прізвища після шлюбу, але на людях їх часто називають за прізвищем чоловіка.
Сунданське суспільство проводить чітку межу між чоловічими та жіночими обов'язками. Зазвичай жінка відповідальна за дім, а чоловік має заробляти гроші. На селі жінки працюють в полі й тому займають сильні позиції в сім'ї. Але в містах жінка економічно залежить від свого чоловіка. Щоб подолати цю залежність, багато жінок влаштовуються на роботу або шукають підробіток, щоб заробити додаткові гроші. Виховання дітей у сунданців є обов'язком матері, батько відповідає за фізичне існування дитини. Тому діти зазвичай мають духовний зв'язок зі своєю матір'ю, а не з батьком.
Майно небіжчика в сунданців ділиться порівну між його живим подружжям та нащадками, незалежно від статі. Це звичаєве правило порушує ісламський закон, який передбачає, що чоловіки отримують вдвічі більше за жінок. Тому спочатку, наприклад, синові віддають дві третини спадку, а тоді він у свою чергу віддає одну третину отриманого своїй сестрі. Хата та садиба переходять тому із нащадків, хто жив разом із батьками та доглядав за ними; зазвичай це буває молодша дочка.
Хоча за своєю культурою сунди схожі з яванцями, вони вважають себе набагато менш формальними в соціальних стосунках.
Типовий сунданець — це оптимістична, але водночас чутлива людина, що має відкритий характер. Стосунки між людьми відзначаються повагою до оточення, доброзичливістю, майже повною відсутністю конкуренції. Свою поведінку сунди узгоджують з нормами мусульманської релігії. Кожна людина повинна старанно сповідувати іслам, поважати предків і звичаї. Поняття «здорова людина» (Cageur) для сунданців означає не лише фізичне здоров'я, а й моральні чесноти. «Хороша людина» (Bageur) не свариться, поступається, допомагає, доброзичлива, любить та поважає батьків, вчителів, друзів. «Правильна людина» (Bener) діє відповідно до моральних правил і норм суспільства, чесна, не порушує обіцянок тощо. «Розумна людина» (Pinter) є мудрою в прийнятті рішень і розумною в сенсі обізнаності.
Алкоголізм у сунданському суспільстві не є серйозною проблемою, але вживання наркотиків у всіх верствах населення зростає.

## Побут

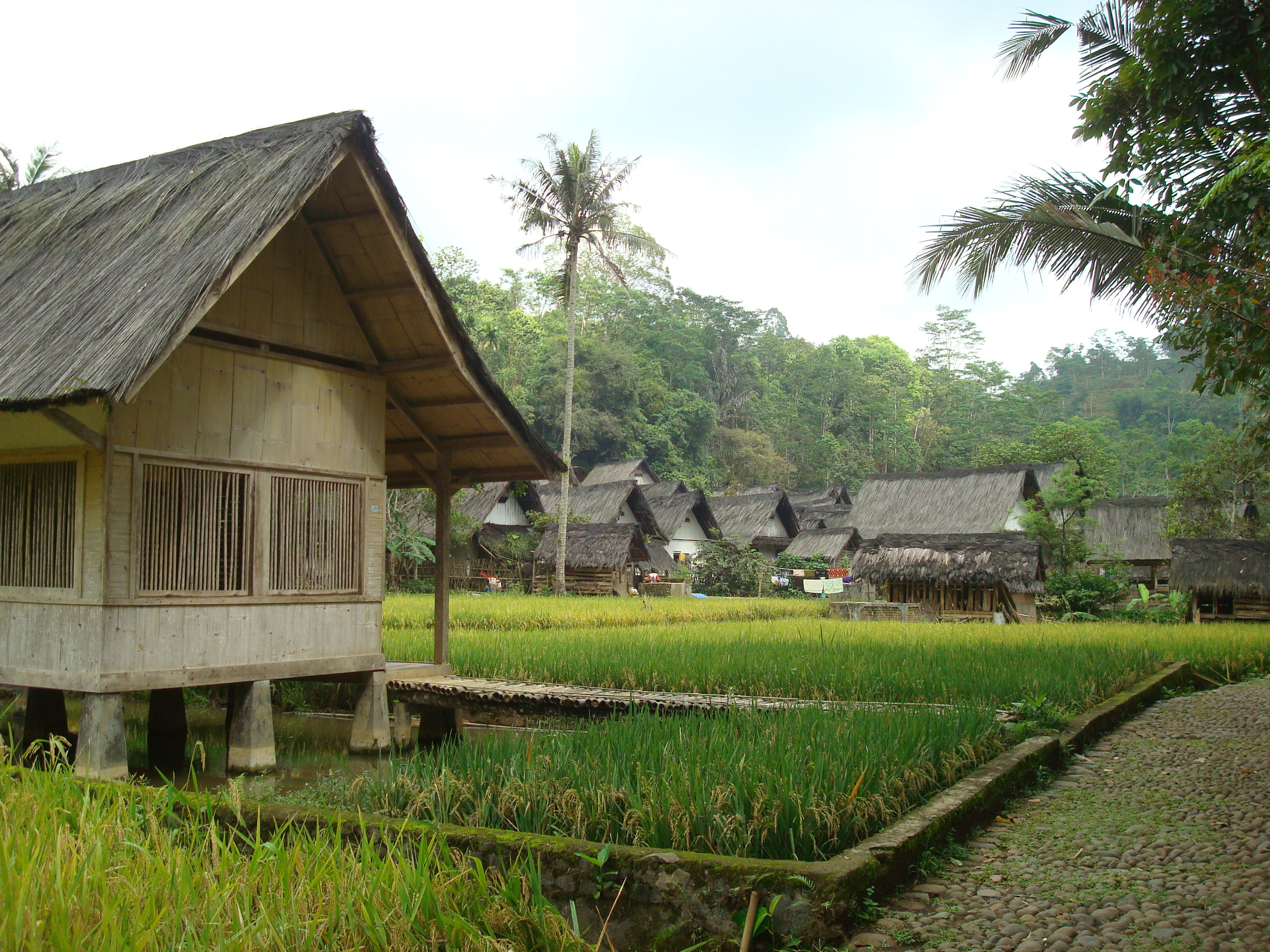
Сунданське село.

Сунданські села за індонезійськими стандартами досить великі, вони більші за села яванців і налічують від 1000 до 7000 жителів. Звичайна схема поселення — це скупчення хат, розділених сільськогосподарськими ділянками. Земельні ділянки, як правило, невеликі й розсіяні. В більшості сіл є також громадські землі. Деякі сунданські села компактні, інші розпорошені. Велике село деса зазвичай складається з кількох менших сіл, які називають кампунг. Кампунг включає житлові хати зі своїми садибами, коморами для рису, спорудами для худоби, рибними ставками, а також місця для купання, для проведення культових обрядів, для проведення зібрань. Кампунг складається із кількох хуторів, які називають бабакан, — щільного скупчення десятків хат. Села мають лінійне планування, розташовані біля води. Межі населених пунктів склалися історично.
Сунданські хати можна відрізнити від яванських тим, що вони стоять на палях. Хата має каркасно-стовпову конструкцію, прямокутна в плані, стоїть на невисоких дерев'яних палях, а стіни плетені з бамбука й добре пропускають повітря. Внутрішній простір складається з передньої, середньої та задньої кімнат. Є також веранда. Є в сунданців і наземні хати, які звуться нгупук, вони є проявом яванського впливу.
Традиційний сунданський жіночий одяг складається з кебаї та сарунга. Кебая — приталена мереживна блузка з довгими рукавами, її надягають поверх іншого одягу. Сарунг — це відрізок тканини, який обмотують навколо тіла як спідницю, що звисає до щиколоток. Сарунг закріплюють на талії. Чоловіки також носять сарунг, але замість кебаї вдягають сорочку з довгими рукавами або приталений жакет з вишивкою. Під сарунг чоловіки вдягають довгі штани.
Тепер традиційний одяг вдягають переважно на громадські заходи, наприклад, на весілля. В повсякденному житті сунди носять костюм західного або мусульманського типу.
Найважливішим продуктом харчування для сунданців є рис, страва без рису взагалі не вважається їжею. Сунданська кухня різноманітна, але основним компонентом усіх страв є звичайний варений рис. Його їдять з овочами, рибою або м'ясом, приправляють часником, галінгале (рослина родини імбирних), куркумою, коріандром, імбиром, лемонграсом у різних комбінаціях. Сунданська їжа сама по собі не надто гостра, але її подають із дуже гострим соусом, приготованим шляхом подрібнення перцю чилі та часнику. Склад страв залежить від того, в якому регіоні мешкає сунданець. На узбережжі на столі зазвичай присутня морська риба, в горах їдять є коропів або карасів, вирощених у ставках. Сунди — мусульмани, вони не їдять свинину, вживають м'ясо кіз, овець, буйволів, корів. Місцева домашня птиця — кури, качки, гуси та голуби.
Їдять тричі на день. Сніданок зазвичай буває до сходу сонця, обід до полудня, а вечеря близько 17:00. Традиційно сунданці їдять, сидячи на підлозі, їжу беруть пальцями правої руки. Гостей і чоловіків годують першими, тоді сідають інші.

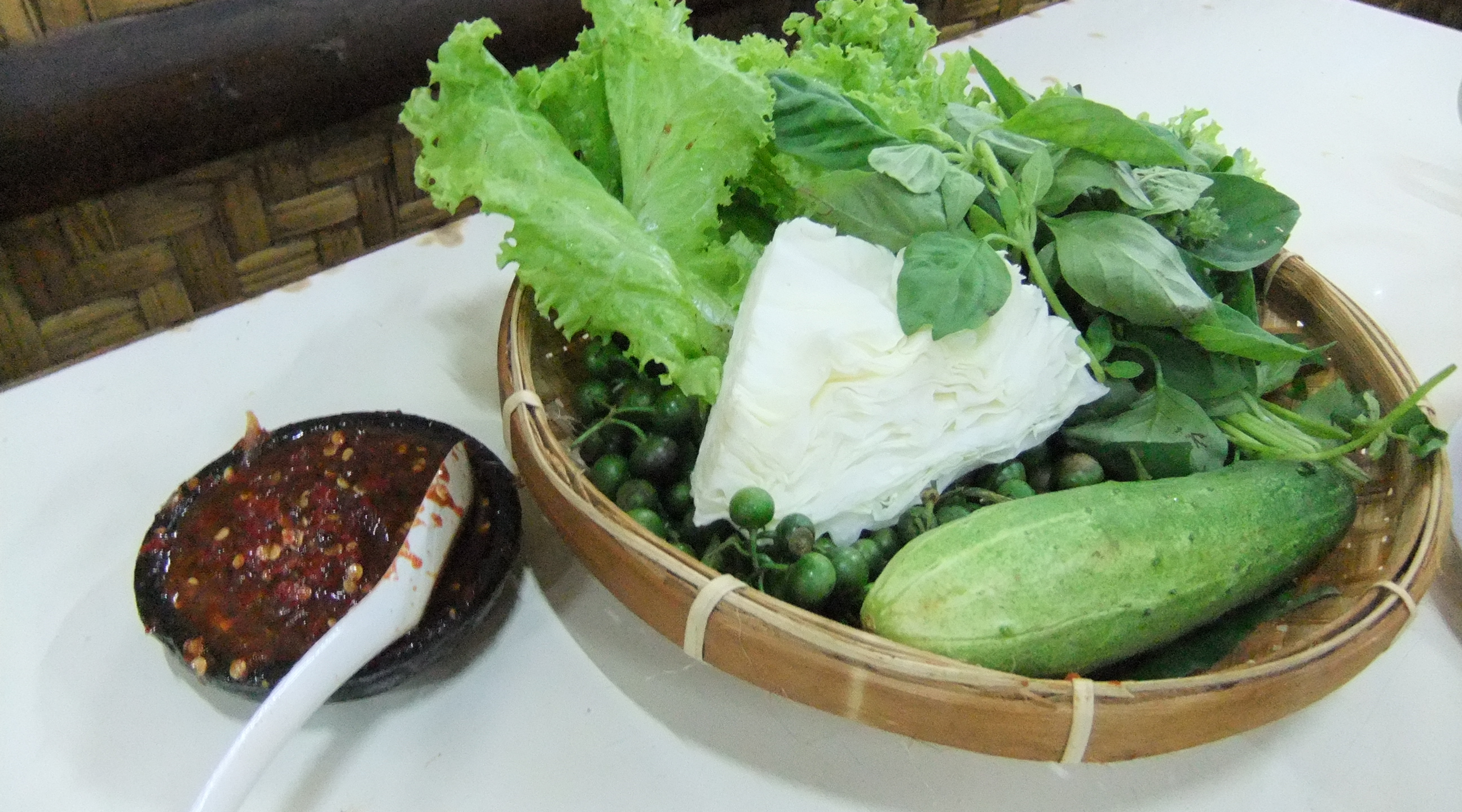
Лалапан із соусом.

Популярною й традиційною стравою сунданців є лалапан, що складається лише із сирих овочів: листя папаї, огірки, базилік, баклажани, гірка диня тощо. Лалапан є обов'язковою складовою щоденного меню. Кажуть, що це єдина індонезійська страва, яка містить сирі овочі. Тому часто сундів жартома порівнюють із козами. Їдять лалапан з рисом та іншими продуктами, додаючи гострий соус самбал.

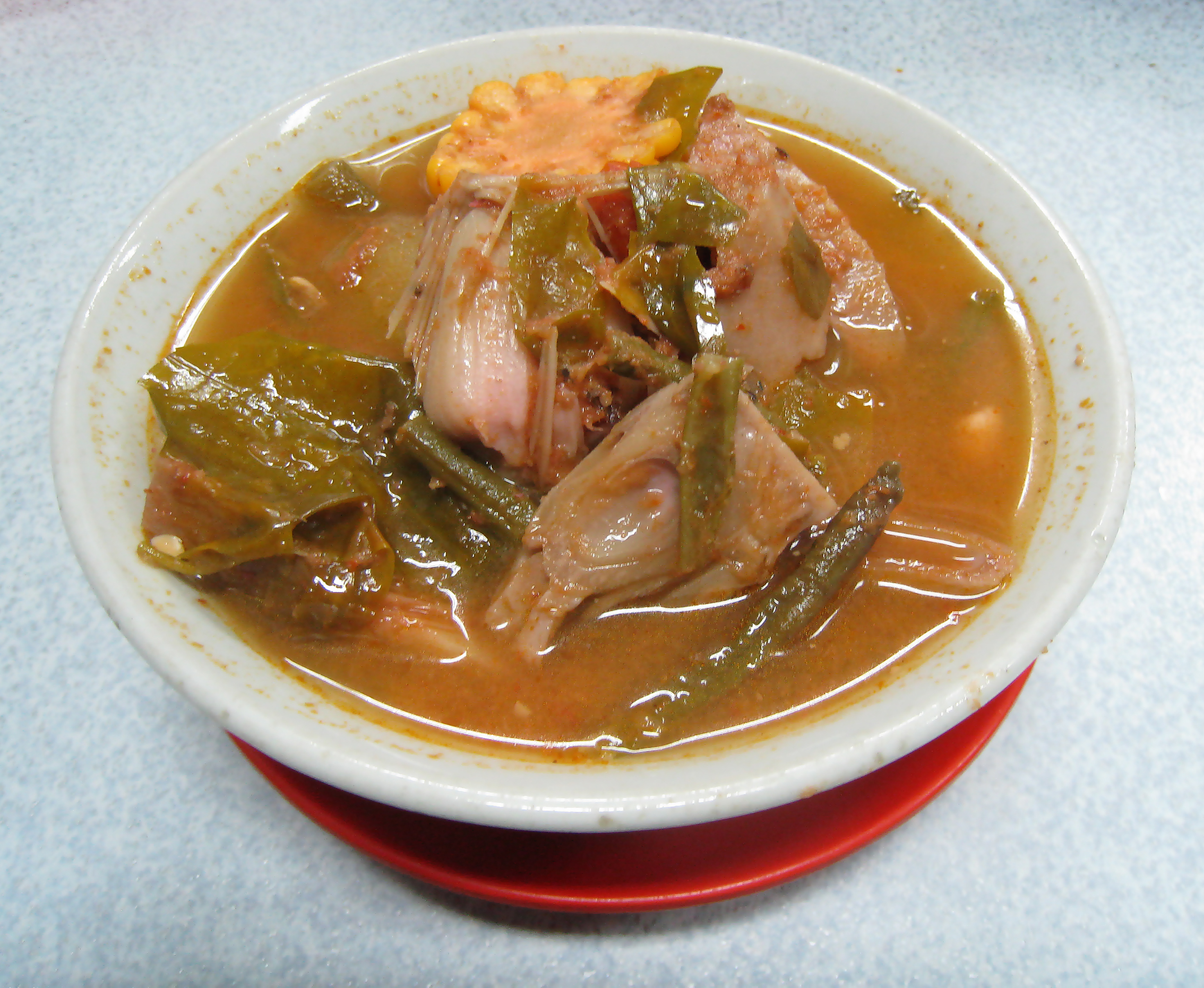
Саюр-асем.

Сунданською національною стравою вважається саюр-асем — варені овочі, які мають виразний смак завдяки суміші спецій: цибуля, перець чилі та тамаринд (асем). Їдять їх із солоною рибою, смаженим тофу, темпе та гострим соусом. Смак дуже приємний. Насі-тімбел — паровий рис, загорнутий у бананове листя, подають його зі смаженою куркою, смаженою рибою, лалапаном, темпе, тофу, соусом самбал. Також на пару в банановому листі готують пепес-іканмас із коропа, пепес-тагу із тофу, пепес-ончом із ферментованими залишками різних харчових продуктів. Пепес краще смакує з базиліком.
До страв сунданської кухні належить також гаям-бакакак — курка, нанизана на бамбукову паличку й запечена на грилі з додавання спеціальних приправ. Зазвичай гаям-бакакак подають на весіллях. Чумі-гідеунг — страва з восьминога зі спеціальними приправами, подається з рисом. Сате-марангі — сунданський мініатюрний варіант шашлику, відрізняється від інших сате додаванням соєвого соусу, який має солодкий, кислий і пряний смак; до соєвого соусу додають перець чилі та трохи оцту. Подають сате-марангі з рисом, додають цибулю та свіжі помідори.
Багато страв сунданської кухні стали популярними по всій Індонезії, а також за кордоном.
У сунданців немає особливих свят. Вони дотримуються календаря індонезійських національних свят, який включає як світські свята, так і свята офіційних релігій країни.
Більшість сундів є мусульманами, й зазвичай вони старанно сповідують іслам. Однак у питаннях, що стосуються подій життєвого циклу, принаймні для частини людей у сільській місцевості, все ще зберігаються пережитки віри в духів предків. Заходи з нагоди таких подій зазвичай доповнюються традиційними церемоніями та розвагами з різною кількістю учасників.

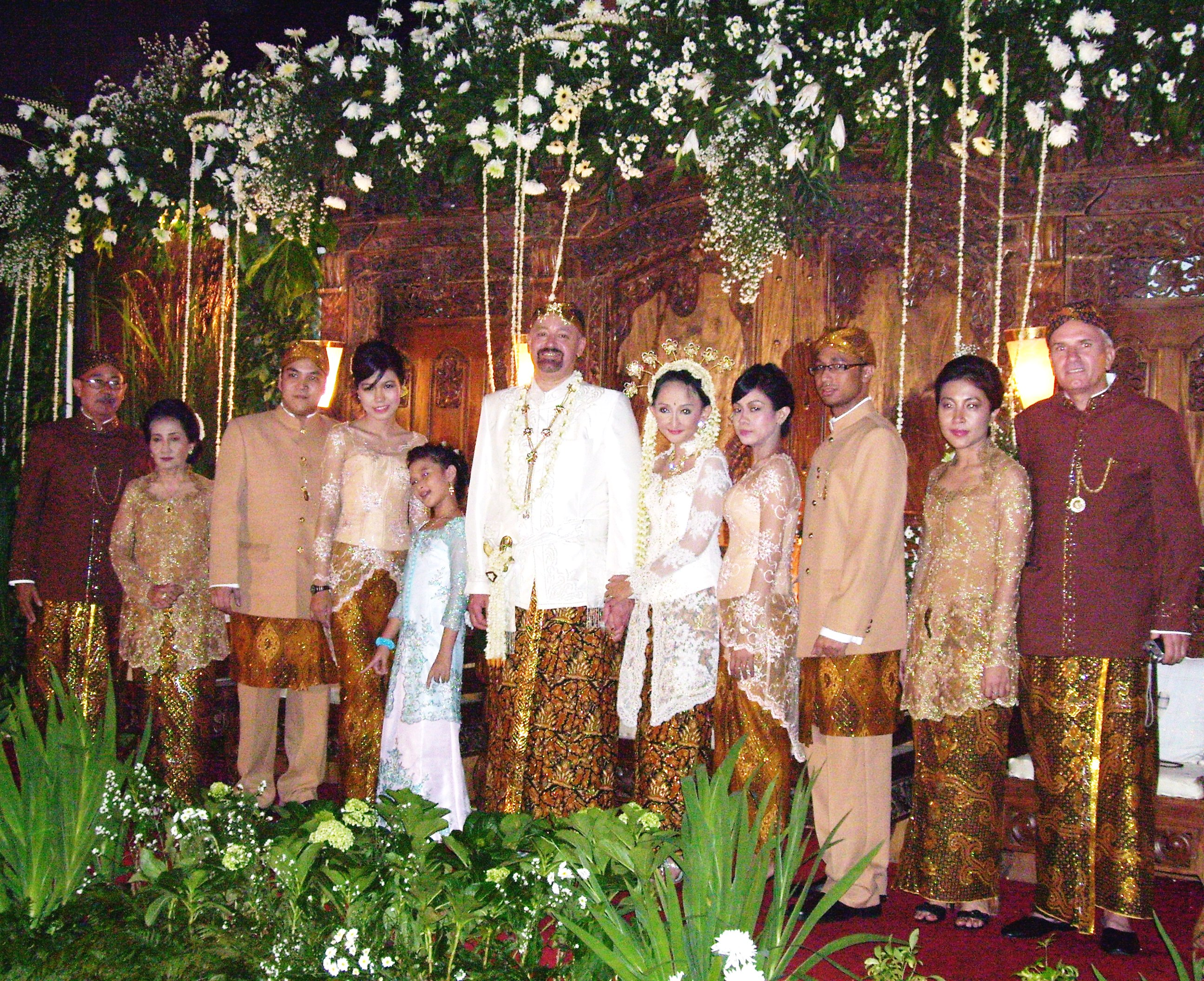
Сунданське весілля.

Весільна церемонія — найскладніший із сунданських обрядів. Формально вона включає дев'ять етапів. Все починається з пропозиції шлюбу. Батьки юнака відвідують батьків дівчини, щоб дізнатись, чи готові ті віддати свою дочку в шлюб. Коли сторони дійшли згоди, наречений з родичами та друзями приходить свататись до хати нареченої, приносить подарунки та гроші, а фінальною частиною цього візиту стає офіційна пропозиція шлюбу. Якщо сім'я нареченої погоджується, пара вважається зарученою й підпадає під цілий набір обмежень, яких молоді повинні дотримуватись у взаємодії між собою, поки не стануть законним подружжям. За кілька днів до весілля нареченого «дарують» нареченій разом із одягом, грошима, коштовностями. За день до весілля батьки церемоніально дають молодим поради, як правильно жити в подружжі. В день весільної церемонії нареченого забирають назад додому, а тоді знову відвозять до хати молодої, де він дарує своїй нареченій обумовлену кількість золота. Весілля відбувається в хаті молодої. Гості приходять побачити молодих і привітати подружжя, взяти участь у бенкеті й залишити подарунки. Батьки символічно годують молодих. Це останні шматочки їжі, яку ті отримують із батьківських рук, надалі молоде подружжя стає незалежними й має саме дбати про своє харчування. Через тиждень після весілля в хаті нареченого збираються його рідні та друзі, вони мають «зустріти наречену» й прийняти її як нового члена сім'ї.
Важливою подією для сундів є народження дитини. Спеціальні церемонії проводять ще коли жінка перебуває на третьому, п'ятому та сьомому місяці вагітності. При пологах зазвичай присутня параджі (повитуха із шаманськими здібностями), яка надає поради породіллі й відволікає її. Параджі також молиться й промовляє мантри, щоб мати та новонароджена дитина безпечно пережили випробування. Після народження дитини пуповину перерізають спеціальним інструментом, який називається ганіс, плаценту закопують під вікном у задній частині хати. Проводять ритуальну вечірку, на якій присутні родина та сусіди. Всі бажають дитині добра й дякують Богові за її безпечне народження. Через 40 днів після народження проводять бенкет і церемонію споживання спеціальної страви з арахісу. Ця подія завершує офіційні стосунки молодої матері з параджі. Люди омивають руки й просять один в одного пробачення.
У віці 7-8 років хлопчики проходять ритуал обрізання, після цього вони вважаються дорослими. Це важлива подія, якої хлопці часто чекають з нетерпінням, оскільки вона приносить їм повагу та почуття відповідальності. Перед обрізанням хлопчика купають у квітковій воді й одягають у сарунг. Потім двоє чоловіків піднімають йому ноги, а фахівець проводить обрізання. Вся церемонія відбувається в хаті батьків хлопчика й супроводжується читанням Корана. Часто з нагоди цієї події проводять вечірку, ріжуть козу. Дівчаток також обрізають, але більш важливою для них вважається церемонія проколювання вух та підстригання волосся.
Поховальна церемонія проводиться у відповідності до мусульманських норм. Коли хтось помирає, в хаті небіжчика відразу збираються друзі та родичі. Вони приносять гроші та рис, щоб зменшити витрати членів сім'ї покійного. Жінки пораються на кухні, готують ритуальні страви, а чоловіки майструють труну та копають яму на кладовищі. Квіти замочують у воді, й цією сумішшю обмивають тіло померлого. Релігійний лідер (кіяй) читає молитву над тілом небіжчика перш ніж процесія віднесе його на цвинтар. Поминки проводять на третій, сьомий, сороковий, сотий і тисячний дні після смерті людини.
У стосунках між людьми сунди цінують повагу й дотримуються неписаного кодексу поведінки. Вітаючись, вони нахиляють голову й верхню частину тіла, руки при цьому тримають разом перед грудьми з витягнутими вперед пальцями, кінчиками яких торкаються кінчиків пальців іншої людини. У діловій ситуації прийнятне рукостискання. Воно здійснюється правою рукою, а коли руку звільняють, її ненадовго прикладають до серця. Відвідини регулюються правилами етикету як для гостей, так і для господарів. Заходячи в гості, людина повинна запитати дозволу, щоб увійти. Після цього господар має запросити відвідувача сісти й запропонувати йому щось випити та поїсти. Вважається ввічливим відмовитися від такої пропозиції, хоча стосовно напоїв це не важливо. Коли гість збирається піти, він обов'язково повинен оголосити про свій намір, на що господар неминуче відповість, що відвідувач йде занадто рано й ще навіть не поїв (при цьому відвідувач міг перебувати в гостях вже кілька годин, а господар сподівався, що в цей час займатиметься чимось іншим). Чоловік має з повагою ставитися до жінки, яку запросив на побачення. Це означає, що він повинен провести її додому, поговорити з її родиною, а також заплатити за будь-яку їжу та розваги. Для жінки вважається принизливим відкрито проявляти ініціативу на побаченнях. Однак сунданські жінки знають всілякі хитрощі, щоб отримати бажане, залишаючись при цьому пасивними.
Головна форма розваг у Західній Яві зветься соре («вечірка»). Люди ходять в кіно, гуляють, сидять у кав'ярнях під відкритим небом, дивляться публічні виступи. Це спосіб «побачити та бути побаченим». Люди вдягають свій найкращий одяг, жінки наносять макіяж, автомобілі стають предметом гордості та заздрощів.
У кінотеатрах Західної Яви показують суміш індонезійських та іноземних фільмів, перші трохи більше популярні. Кінотеатри в містах обладнані кондиціонерами та мають комфортні сидіння. Натомість у бідних сільських районах кіно часто дивляться просто неба. Для тих, хто надає перевагу живим виступам, є музика та театр. Завжди привертають натовп людей вуличні вистави синтен, де «маги» демонструють свої сили. Тут можна побачити, наприклад, як людей перетворюють на птахів, як на чиїйсь голові варять яйця, людей, яких не ранить укол меча тощо. Іншим популярним видовищем є ваянг-голек, різновид лялькового театру.
Вдома люди зазвичай дивляться телевізор. Програми телебачення включають своєрідну суміш індійських фільмів, латиноамериканських мильних опер, американських драм та індонезійських шоу всіх різновидів. Телевізор, як і радіо, іноді працюють у фоні, коли люди займаються своїми домашніми справами. Мильні опери є популярною темою для обговорення.
Найпопулярнішими видами спорту в Західній Яві є футбол, волейбол, бадмінтон і бойове мистецтво пенча-силат. У більшості районів та міських кварталів є невелике поле, де діти грають у волейбол та футбол. Корти для бадмінтону розташовані в міських дворах або в громадських центрах. Найбільше глядачів приваблюють футбольні матчі. В Бандунзі та інших великих містах нерідко трапляються заворушення, коли місцева команда зустрічається з командою з іншої провінції. Пенча-силат — сунданське бойове мистецтво, з невиразною межею між танцем і самообороною. Зазвичай йому навчають дітей в ісламських школах-інтернатах (песантренах). Пенча-силат охоплює як фізичний, так і духовний вимір, іноді пов'язаний з містичними практиками, які, як кажуть, надають бійцям магічної сили.
Сунданці дотримуються національної системи освіти Індонезії. Після шести років обов'язкової початкової (індонез. Sekolah Dasar, SD) школи дітей можуть віддати на три роки до середньої школи (індонез. Sekolah Menengah Pertama, SMP), а тоді ще на три роки до вищої середньої школи (індонез. Sekolah Menengah Atas, SMA). Далі можуть іти чотири роки коледжу, а потім навчання в університеті. Західна Ява була центром освіти ще з колоніальних часів. Сунди дуже цінують освіту. Батьки згодні платити багато грошей за навчання своїх дітей. Як результат, Західна Ява має вищий рівень грамотності, ніж інші райони Індонезії.

## Література та мистецтво

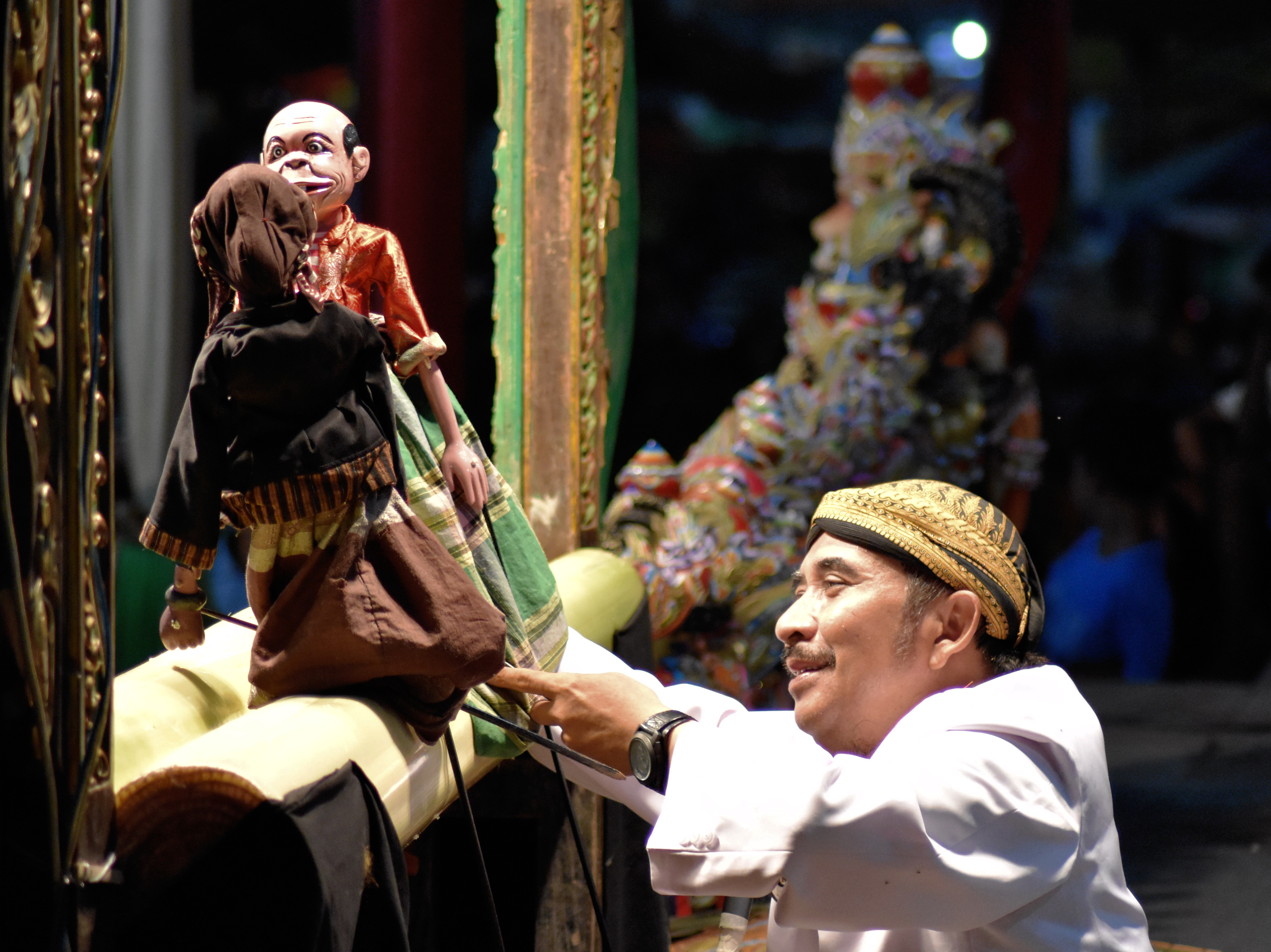
Вистава театру ваянг-голек.

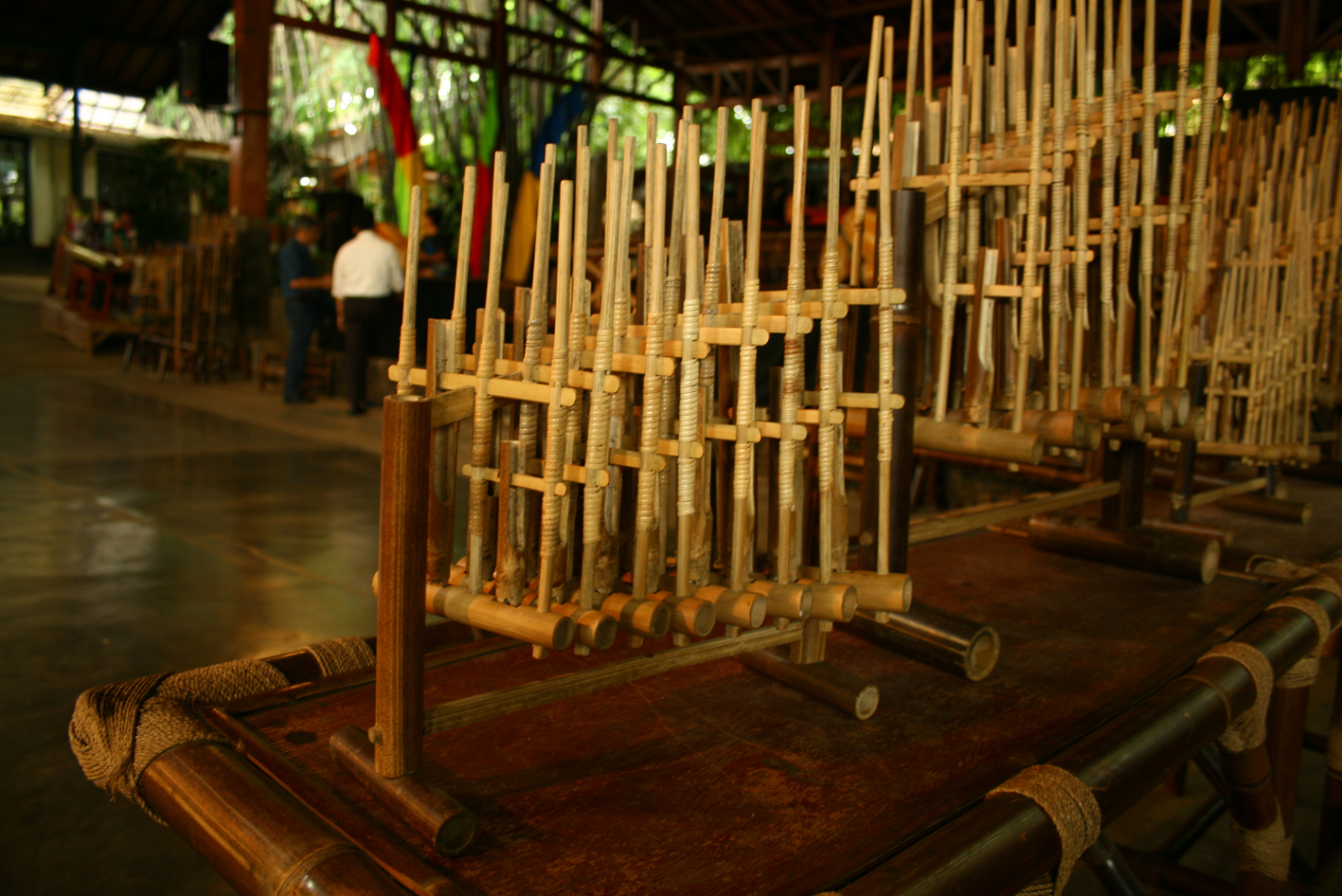
Ангклунг — сунданський музичний інструмент з бамбукових трубок.

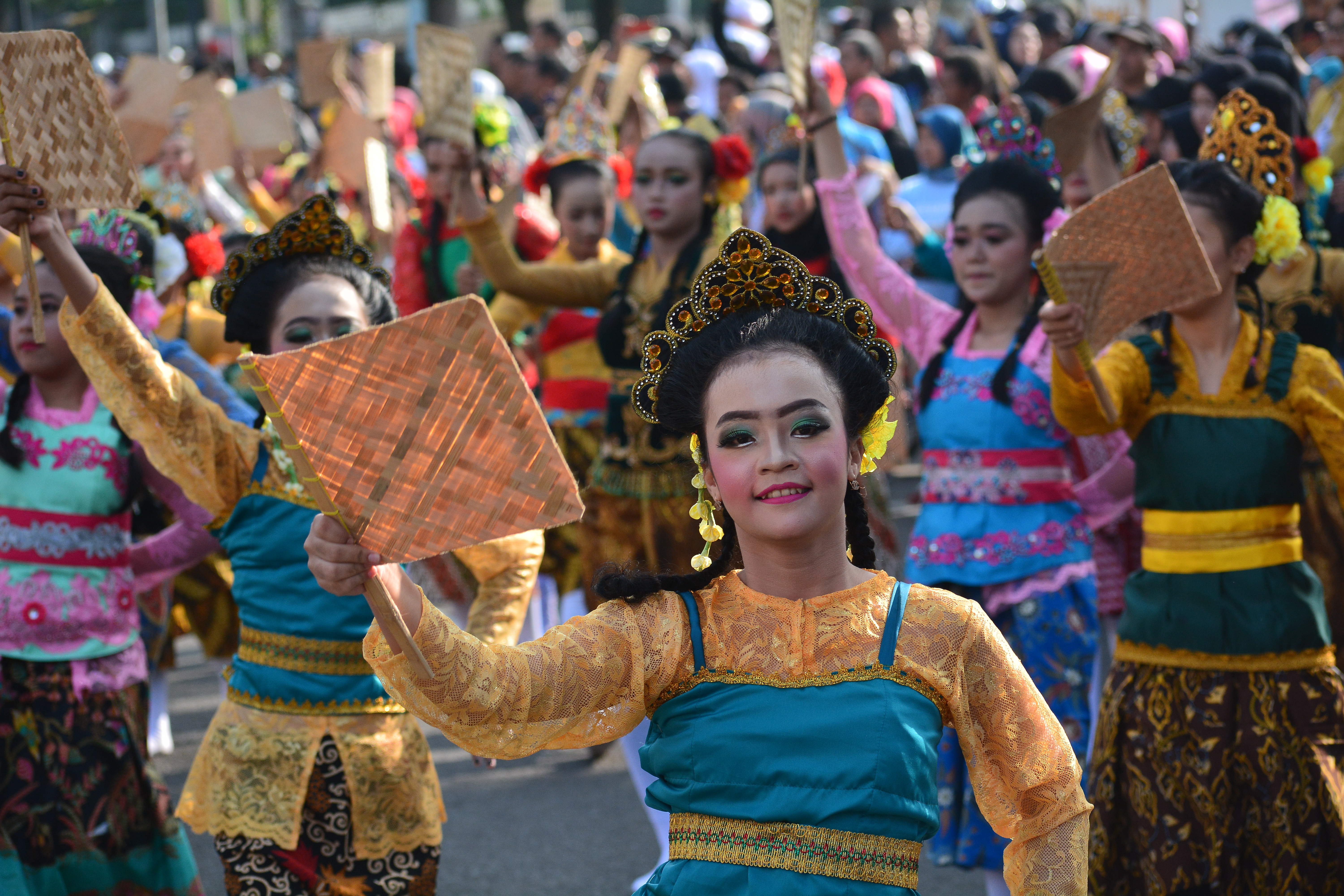
Танцівниця ронгенг.